# Timothy Martin
Timothy Serge Martin (Aarlen, 27 maart 2001) is een Luxemburgs-Belgisch voetballer die sinds januari 2025 uitkomt voor Cobh Ramblers FC.

## Clubcarrière

### Jeugd
Martin genoot zijn jeugdopleiding bij RES Aubange, Excelsior Virton, RSC Anderlecht en KAA Gent. In september 2020 stapte hij over naar de Franse eersteklasser Nîmes Olympique. Daar zat hij in het seizoen 2020/21 twee keer op de bank voor een competitiewedstrijd van het tweede elftal van de club in de Championnat National 3.

### Excelsior Virton
In augustus 2021 keerde hij terug naar Excelsior Virton, dat in het seizoen 2021/22 na een onderbreking van een jaar weer mocht aantreden in Eerste klasse B. Martin begon er het seizoen als reservekeeper achter Anthony Sadin. Toen de Brusselaar midden december uitviel met een schouderblessure, mocht Martin op 19 december 2021 zijn officiële debuut in het eerste elftal van de club maken in de competitiewedstrijd tegen KVC Westerlo. Hekkensluiter Virton stond lang 0-1 voor bij de leider, maar in de blessuretijd scoorde Pietro Perdichizzi alsnog de gelijkmaker. Martin speelde in zijn debuutseizoen bij Virton uiteindelijk zeven competitiewedstrijden.

### RFC Seraing
In augustus 2022 nam eersteklasser RFC Seraing hem voor een seizoen op huurbasis over van Virton. Op 8 november 2022 maakte hij zijn officiële debuut voor het eerste elftal van de club in de bekerwedstrijd met Sporting Charleroi, die Seraing na verlengingen met 4-1 won. Op 23 december 2022, drie dagen nadat hij ook de bekerwedstrijd tegen KV Mechelen had mogen spelen, maakte hij tegen KAS Eupen zijn debuut in de Jupiler Pro League. Martin mocht na de 0-1-nederlaag tegen Eupen nog de eerste drie wedstrijden van het kalenderjaar 2023 spelen (1-2-zege tegen KV Oostende, 1-1-gelijkspel tegen Standard Luik en 3-2-nederlaag tegen KV Kortrijk), daarna verdween hij uit doel voor de uit blessure teruggekeerde Guillaume Dietsch. Martin speelde dat seizoen ook vier competitiewedstrijden voor het beloftenelftal van Seraing in de Tweede afdeling.

### Excelsior Virton
Na afloop van zijn uitleenbeurt keerde Martin terug naar Virton, dat in het seizoen 2022/23 naar Eerste nationale was gedegradeerd. Martin was tijdens de heenronde de eerste doelman van Virton, al speelde Gerónimo De Ridder onder trainer Fabien Valeri wel eens vier competitiewedstrijden op rij. In november 2023 kreeg Martin een oude bekende als coach: Jérôme Arpinon maakte in het seizoen 2020/21 deel uit van de technische staf van Nîmes Olympique, de club waar Martin toen bij de beloften zat.
Na de jaarwisseling speelde Martin nog drie competitiewedstrijden, maar uiteindelijk verloor hij zijn plaats onder de lat aan winteraanwinst Haikel Benlaref. Dat de club niet meer op hem rekende, werd duidelijk toen op 27 april 2024 niet Martin maar de inmiddels 38-jarige Logan Bailly – op dat moment al even actief als keeperstrainer – insprong voor de geblesseerde Benlaref tegen KSK Heist. Kort daarop werd Martin naar de B-kern verwezen, waarna Bailly ook nog de twee laatste wedstrijden van de reguliere competitie speelde. In de zomer van 2024 werd Martin terug bij de A-kern gehaald, al speelde hij in de eerste helft van het seizoen 2024/25 wel geen enkele officiële wedstrijd voor de club – Arthur Cremer was dat seizoen eerste doelman.

### Cobh Ramblers FC
Eind januari 2025 tekende Martin bij de Ierse tweedeklasser Cobh Ramblers FC. Martin groeide er meteen uit tot eerste doelman. Op 19 mei 2025 won hij zijn eerste prijs met de club: na een 0-2-zege in de finale tegen Rockmount AFC zijn achtste Munster Senior Cup in de wacht.

## Clubstatistieken
| Seizoen         | Club              | Land               | Competitie             | Competitie | Competitie | Beker | Beker | Supercup | Supercup | Europees | Europees | Totaal | Totaal |
| Seizoen         | Club              | Land               | Competitie             | Wed.       | Dlp.       | Wed.  | Dlp.  | Wed.     | Dlp.     | Wed.     | Dlp.     | Wed.   | Dlp.   |
| --------------- | ----------------- | ------------------ | ---------------------- | ---------- | ---------- | ----- | ----- | -------- | -------- | -------- | -------- | ------ | ------ |
| 2020/21         | Nîmes Olympique B | Vlag van Frankrijk | Championnat National 3 | 0          | 0          | —     | —     | —        | —        | —        | —        | 0      | 0      |
| 2021/22         | Excelsior Virton  | Vlag van België    | Eerste klasse B        | 7          | 0          | 0     | 0     | —        | —        | —        | —        | 7      | 0      |
| 2022/23         | → RFC Seraing     | Vlag van België    | Eerste klasse A        | 4          | 0          | 2     | 0     | —        | —        | —        | —        | 6      | 0      |
| 2022/23         | → RFC Seraing U23 | Vlag van België    | Tweede afdeling ACFF   | 4          | 0          | —     | —     | —        | —        | —        | —        | 4      | 0      |
| 2023/24         | Excelsior Virton  | Vlag van België    | Eerste nationale       | 16         | 0          | 1     | 0     | —        | —        | —        | —        | 17     | 0      |
| 2024/25         | Excelsior Virton  | Vlag van België    | Eerste nationale ACFF  | 0          | 0          | 0     | 0     | —        | —        | —        | —        | 0      | 0      |
| 2025            | Cobh Ramblers     | Vlag van Ierland   | First Division         | 15         | 0          | 2     | 0     | —        | —        | —        | —        | 17     | 0      |
| Carrière totaal | Carrière totaal   | Carrière totaal    | Carrière totaal        | 46         | 0          | 5     | 0     | 0        | 0        | 0        | 0        | 51     | 0      |

Bijgewerkt op 23 mei 2025.

## Interlandcarrière
In november 2021 werd Martin door Luc Holtz opgeroepen voor de WK-kwalificatiewedstrijden van Luxemburg tegen Azerbeidzjan en Ierland. Martin kwam tijdens deze interlands niet aan spelen toe.